# Витте, Яков Яковлевич де
Яков Яковлевич де Витте (нидерл. Jacob Peter Eduard de Witte van Haemstede; 1739—1809) — российский военно-инженерный деятель, инженер-генерал (1799).

## Биография
Служил в голландской армии с 1757 года — в инженерных войсках. В июле 1772 года был назначен городским архитектором Амстердама, на место погибшего Корнелия Раувса (1736—1772). В ночь с 14 на 15 ноября 1775 года его решительные действия спасли Амстердам от разрушения во время сильного наводнения. В мае 1777 года был уволен от должности и уехал на некоторое время в Гелдерланд. Здесь в 1789 году умерла его жена Анна.
В 1783 году был принят в русскую службу, где был произведён в инженер-майоры]] Русской императорской армии; в 1787 году произведён в подполковники, а в 1790 году — в инженер-полковники.
В 1794 году был произведён в генерал-майоры. В 1795 году выполнял обследование новых западных Границ в России в Прибалтике, по итогам которого составил проект их укрепления с строительством ряда крепостей (реализован не был). В 1798 году произведён в генерал-лейтенанты, а в 1799 году — в инженер-генералы. С 1800 года член Департамента водяных коммуникаций и Экспедиции устроения дорог, руководил строительством всех дорог в Российской империи.
Умер 24 мая (5 июня) 1809 года в Санкт-Петербурге, похоронен на Смоленском лютеранском кладбище.
Был награждён всеми орденами вплоть до ордена Святого Александра Невского с бриллиантовыми знаками пожалованными ему 27 мая 1808 года

## Семья
Первая жена — Анна (?—1780). Сын: Эдуард (1772—1854) — генерал-майор.
Вторая жена — Гертруда Элизабет Овербек. Их дети:
- Мария Элизабет (1784—?)
- Пётр (1785—1856) — генерал-майор (с 1825); был женат на дочери действительного статского советника Вере Ивановне Фурсовой, их дети: Николай, Надежда (1813—1865), Павел, Фёдор[8]

- Шарлотта; была замужем за генерал-майором Николаем Ивановичем Янишем (1782—?)[8]
- Иван (1790—1854) — инженер-генерал-майор[9][10]
- Мария (1793—1853) — жена Франца Павловича де Воллана
- Павел (1796—1864) — генерал от инфантерии
- Амалия; с 23 сентября 1830 года была замужем за Ф. И. Гильфердингом[8]